# گردشگری در شیراز

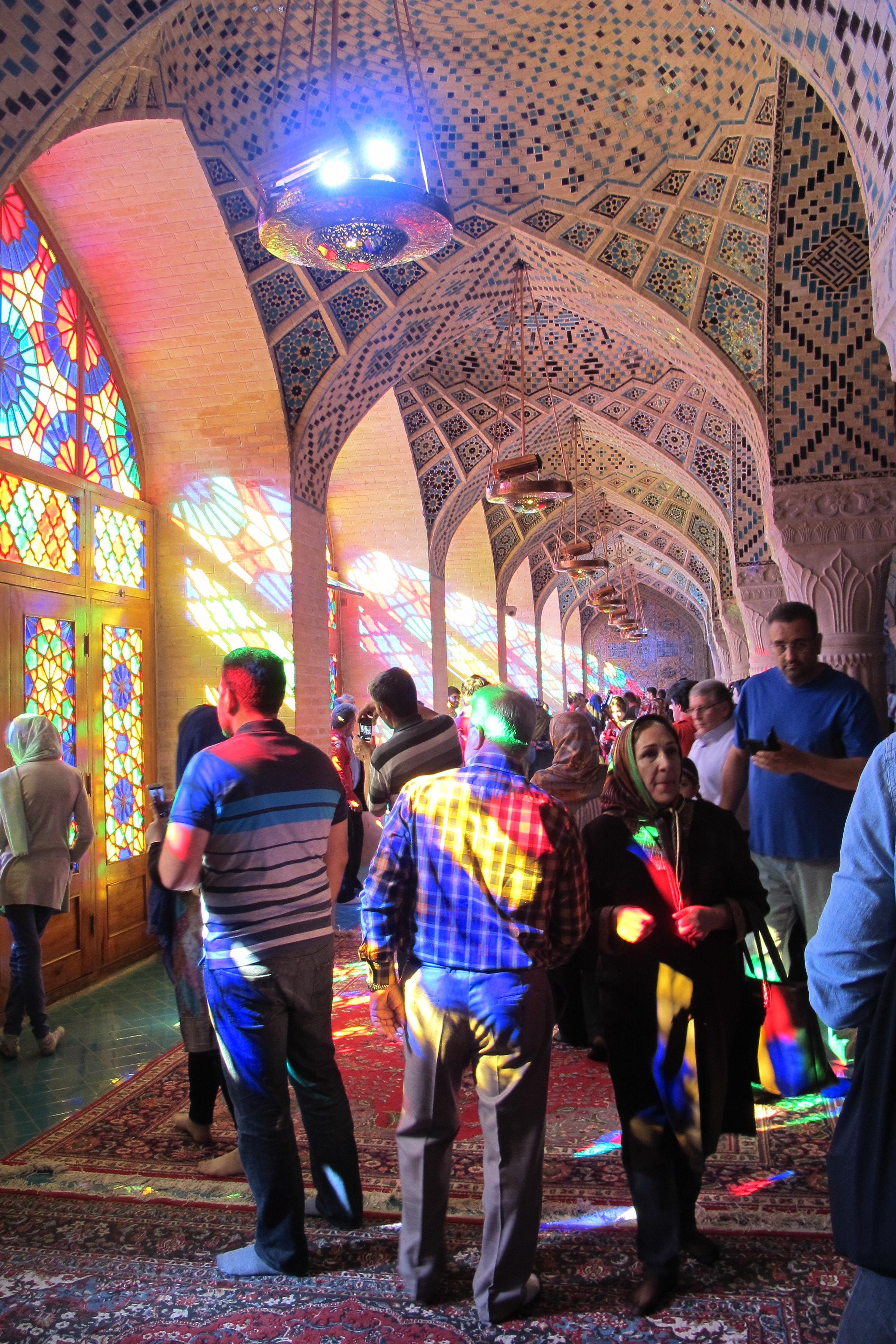
گردشگران در مسجد نصیرالملک

شیراز یکی از مقاصد محبوب گردشگری برای گردشگران داخلی و خارجی است. این شهر به دلیل داشتن جاذبه‌های فراوان تاریخی، مذهبی، طبیعی و فرهنگی و همچنین موقعیت اقتصادی و خدماتی به ویژه از نظر آموزش عالی و خدمات درمانی همیشه مورد توجه گردشگران ایران و جهان و متقاضیان منطقه‌ای خدمات برتر بوده‌است. شیراز مطابق پیش نویس برنامه ملی توسعه گردشگری با داشتن بیش از ۱۵۰ جاذبه تاریخی، فرهنگی و طبیعی مرکز پنجمین منطقه گردشگری کشور شامل استان‌های فارس، اصفهان، کهگیلویه و بویراحمد و بوشهر است.

## جاذبه‌های تاریخی
شیراز به عنوان یکی از مهم‌ترین مراکز گردشگری و توریستی ایران مطرح بوده و با جاذبه‌های تاریخی فراوان برای گردشگران داخلی و خارجی شناخته شده‌است.
از جاذبه‌های تاریخی شهر شیراز می‌توان به دروازه قرآن، آرامگاه حافظ، آرامگاه خواجوی کرمانی، آرامگاه سعدی، ارگ کریم‌خان، باغ جهان‌نما، باغ ارم، باغ تخت، باغ چهل‌تن، باغ دلگشا، باغ عفیف‌آباد، باغ نارنجستان قوام، باغ هفت‌تن، خانه صالحی، چاه مرتاض علی، عمارت باغ ایلخانی، عمارت دیوانخانه، عمارت کلاه‌فرنگی باغ نظر، مسجد نصیرالملک، قصر ابونصر، قلعهٔ کک‌ها، مدرسهٔ آقاباباخان، مدرسهٔ خان، موزهٔ پارس، موزهٔ هفت‌تنان و نقش برجسته بهرام در برم دلک اشاره کرد.
در سال ۱۳۷۴ در پروژه بین الحرمین ۷ هکتار از بافت تاریخی شیراز که متشکل از ۸۷ خانه تاریخی، مسجد و مدرسه تاریخی بود تخریب شد. هم‌اکنون نیز تصمیم بر این است که تحت همان پروژه ۵۷ هکتار دیگر بدون در نظر گرفتن آثار و بناهای ارزشمند تاریخی تخریب و جایش را به پاساژهای تجاری بدهد.

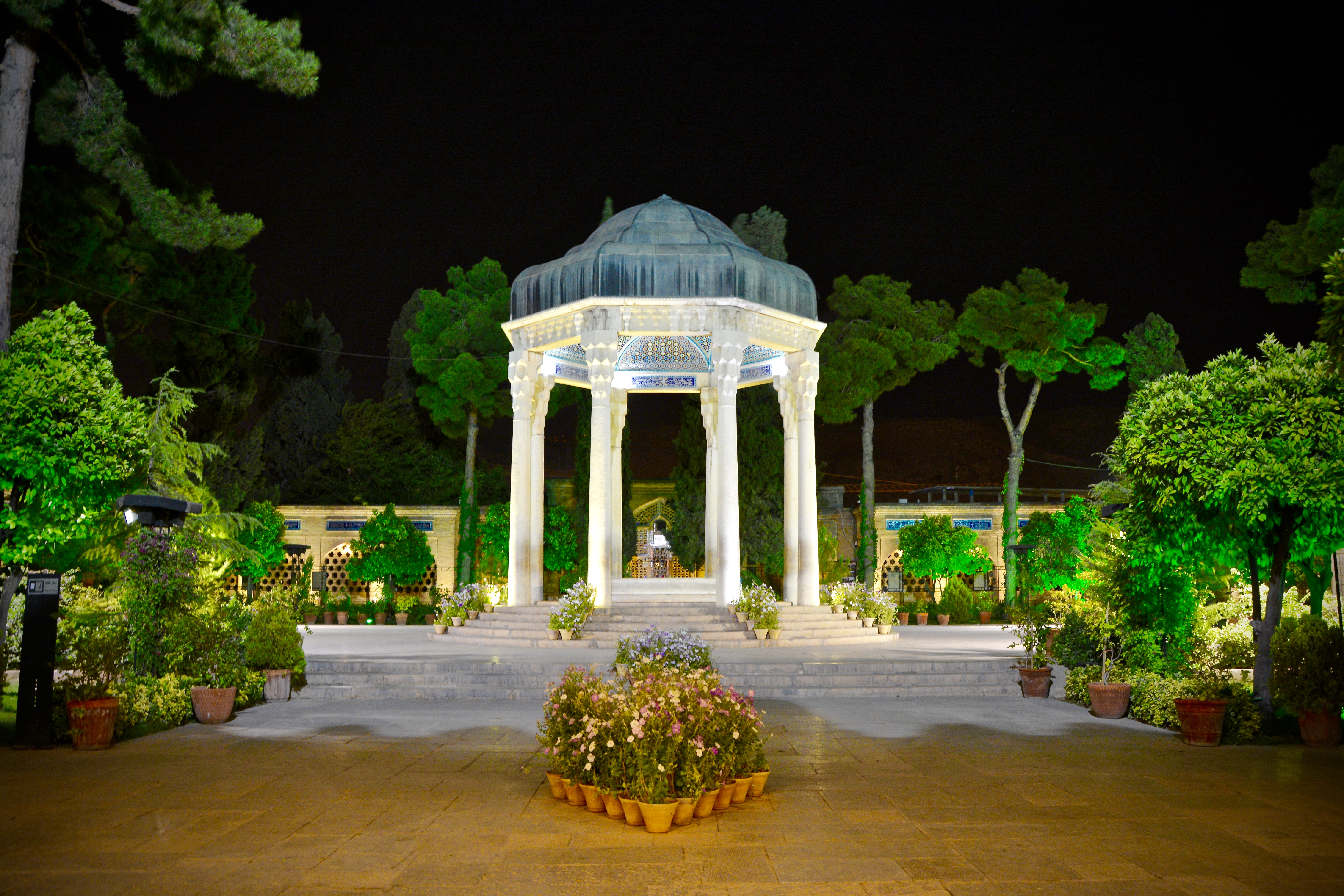
حافظیه
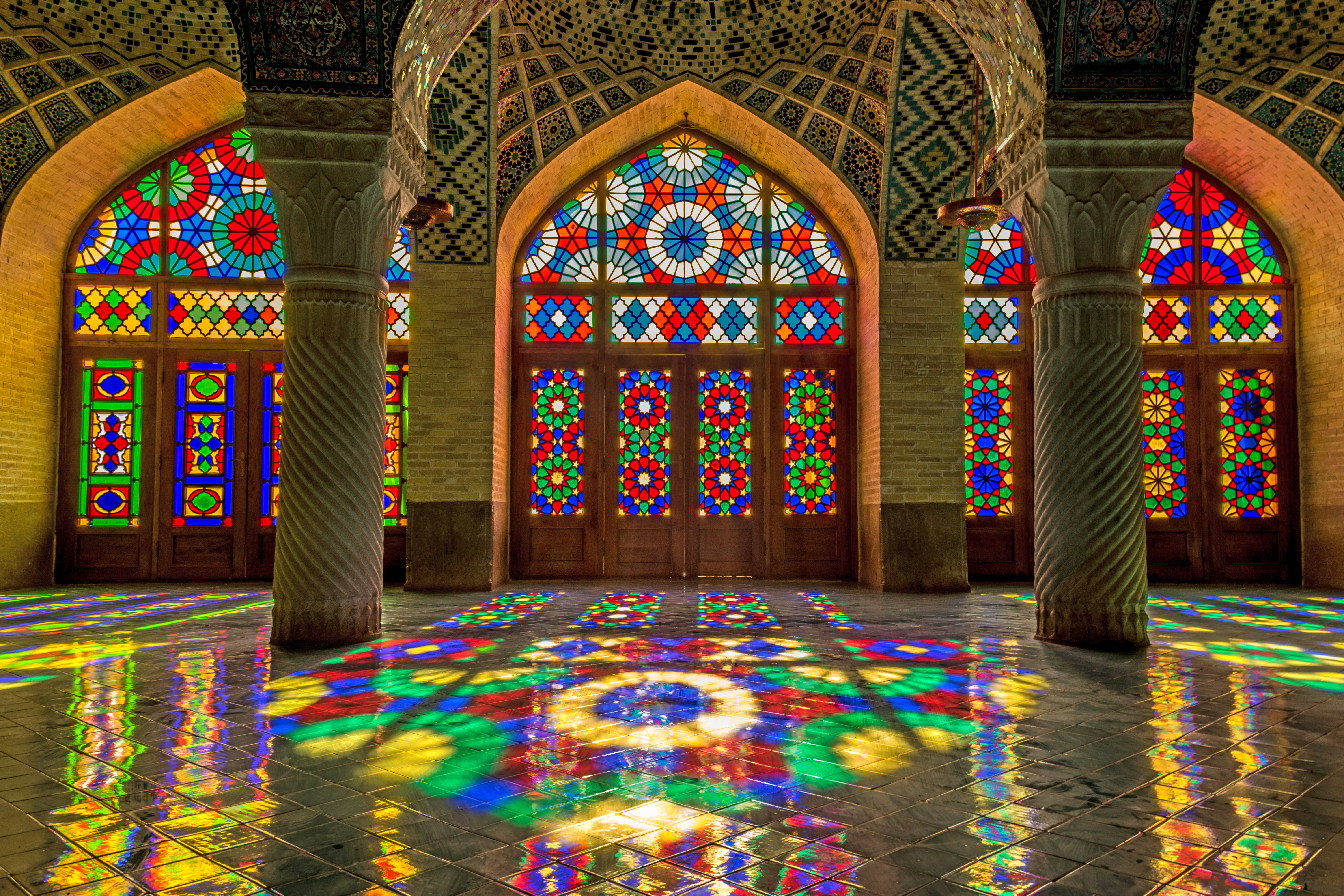
مسجد نصیرالملک
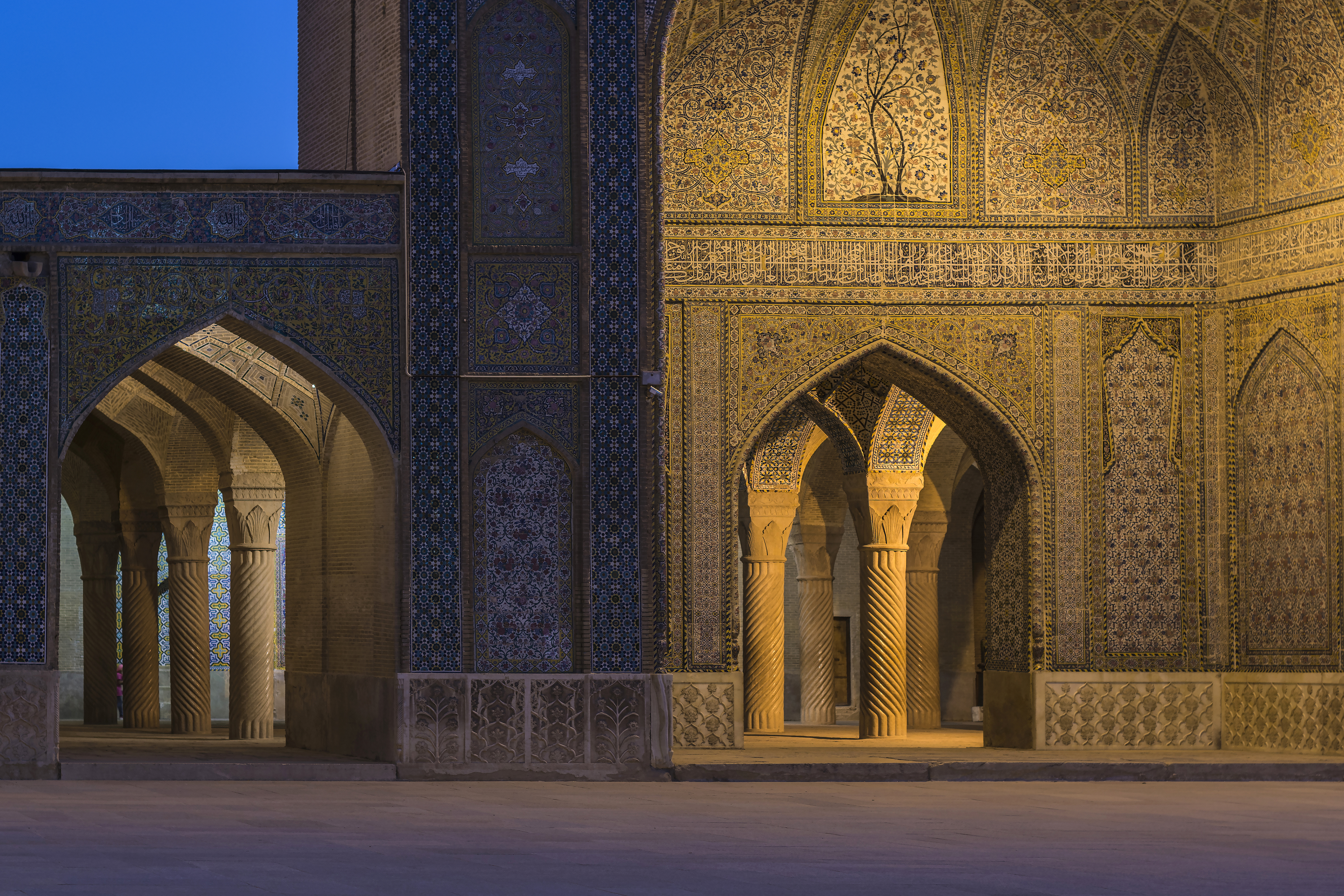
مسجد وکیل
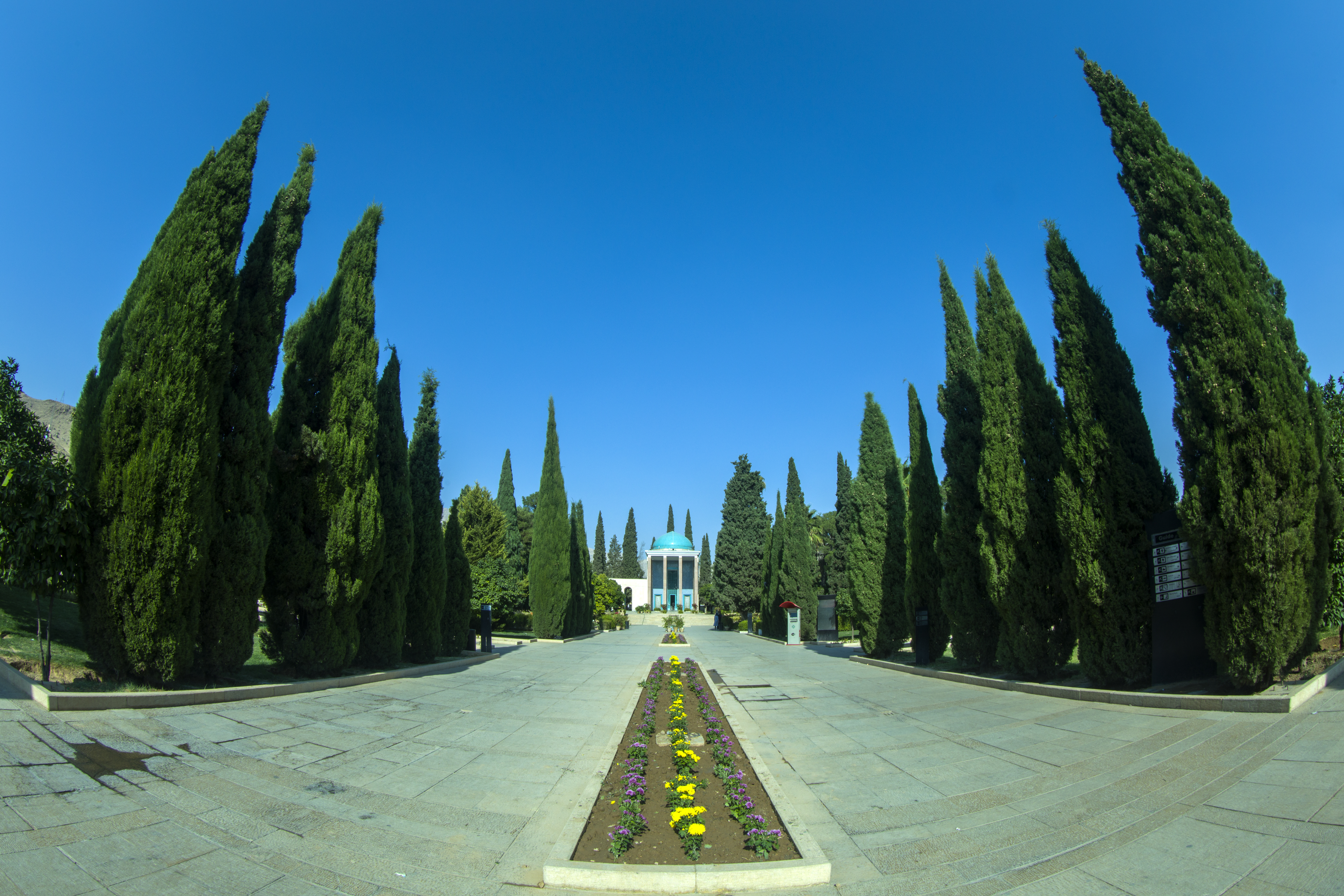
سعدیه
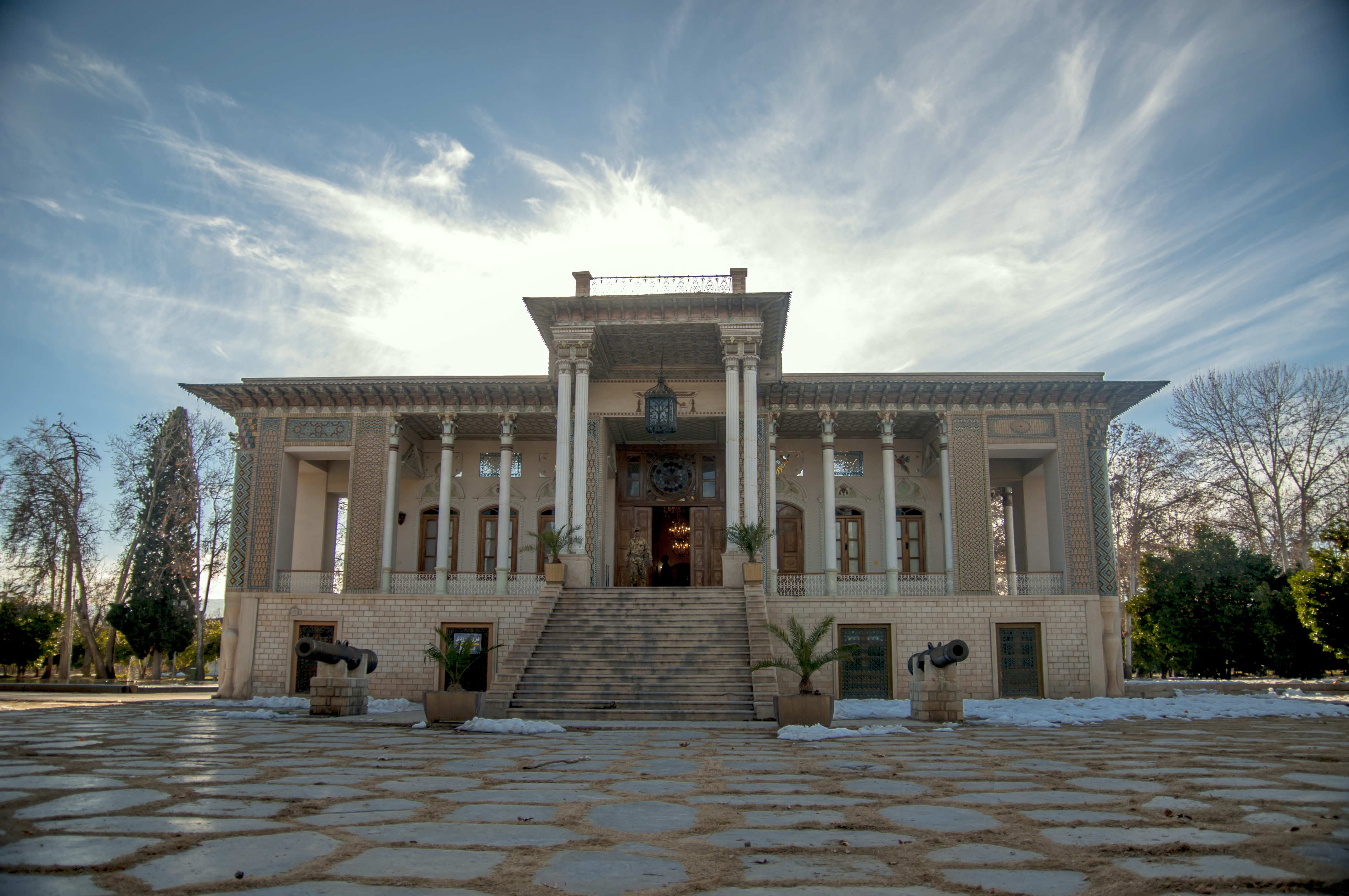
باغ عفیف‌آباد
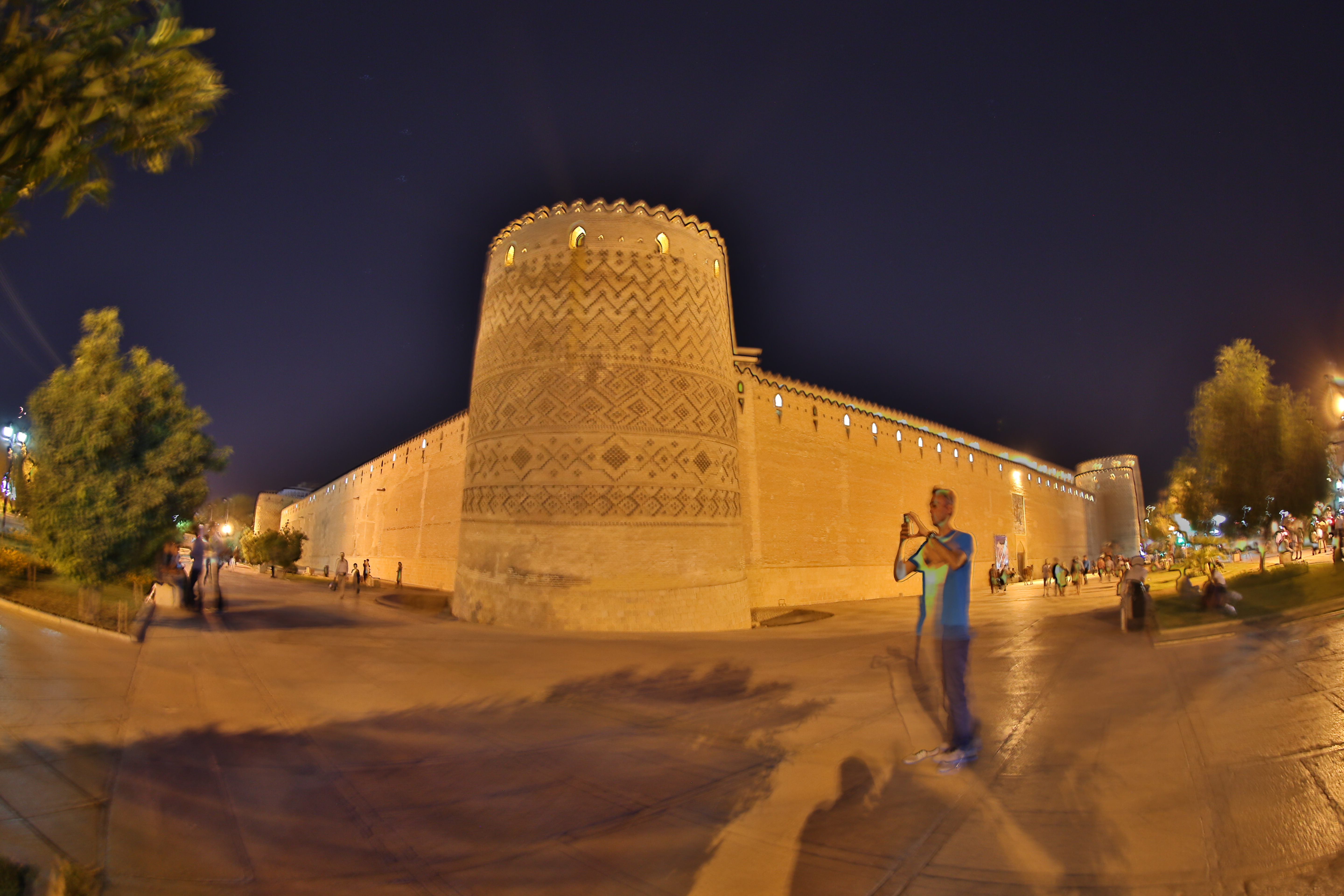
ارگ کریم‌خان
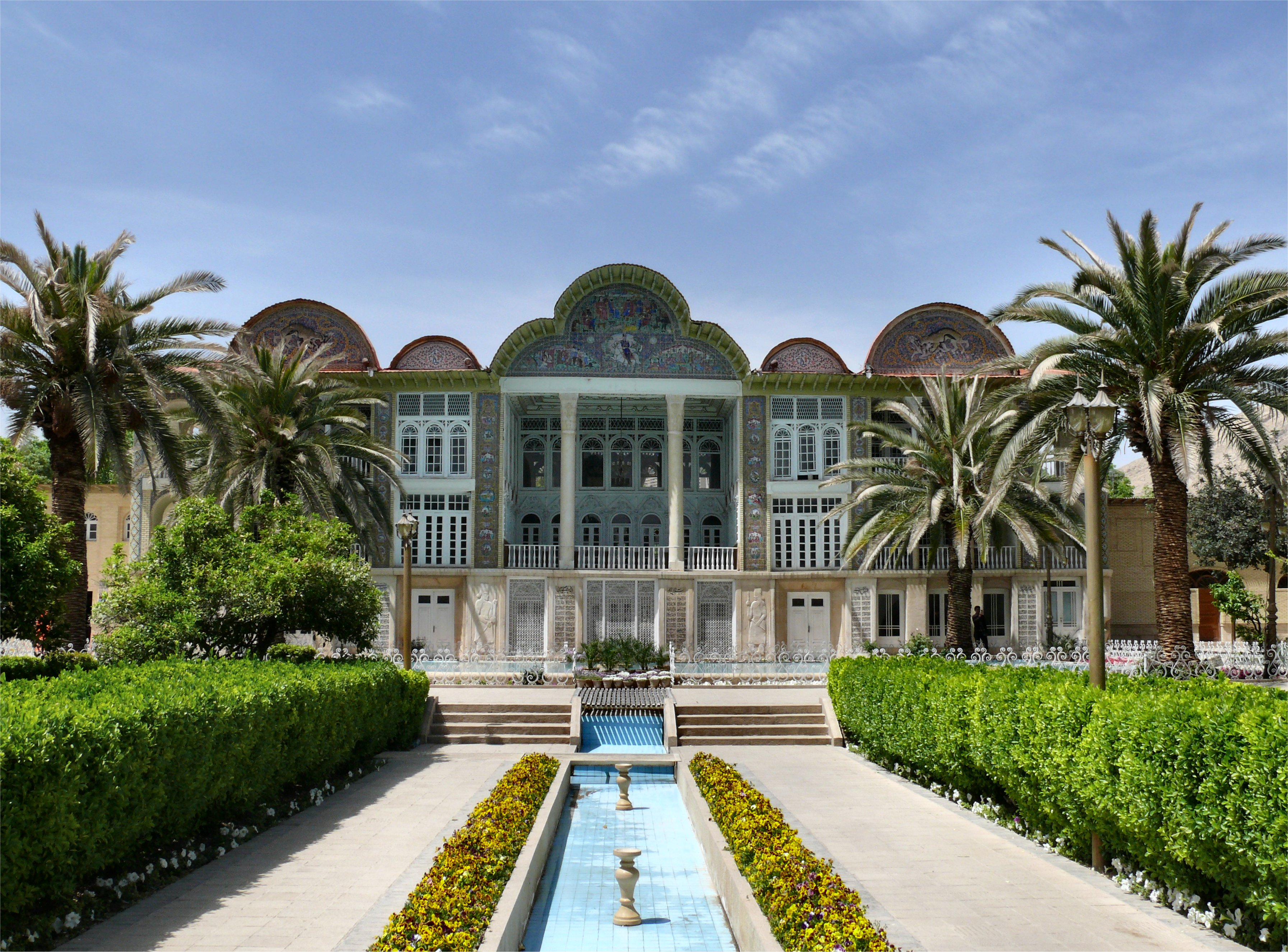
باغ ارم
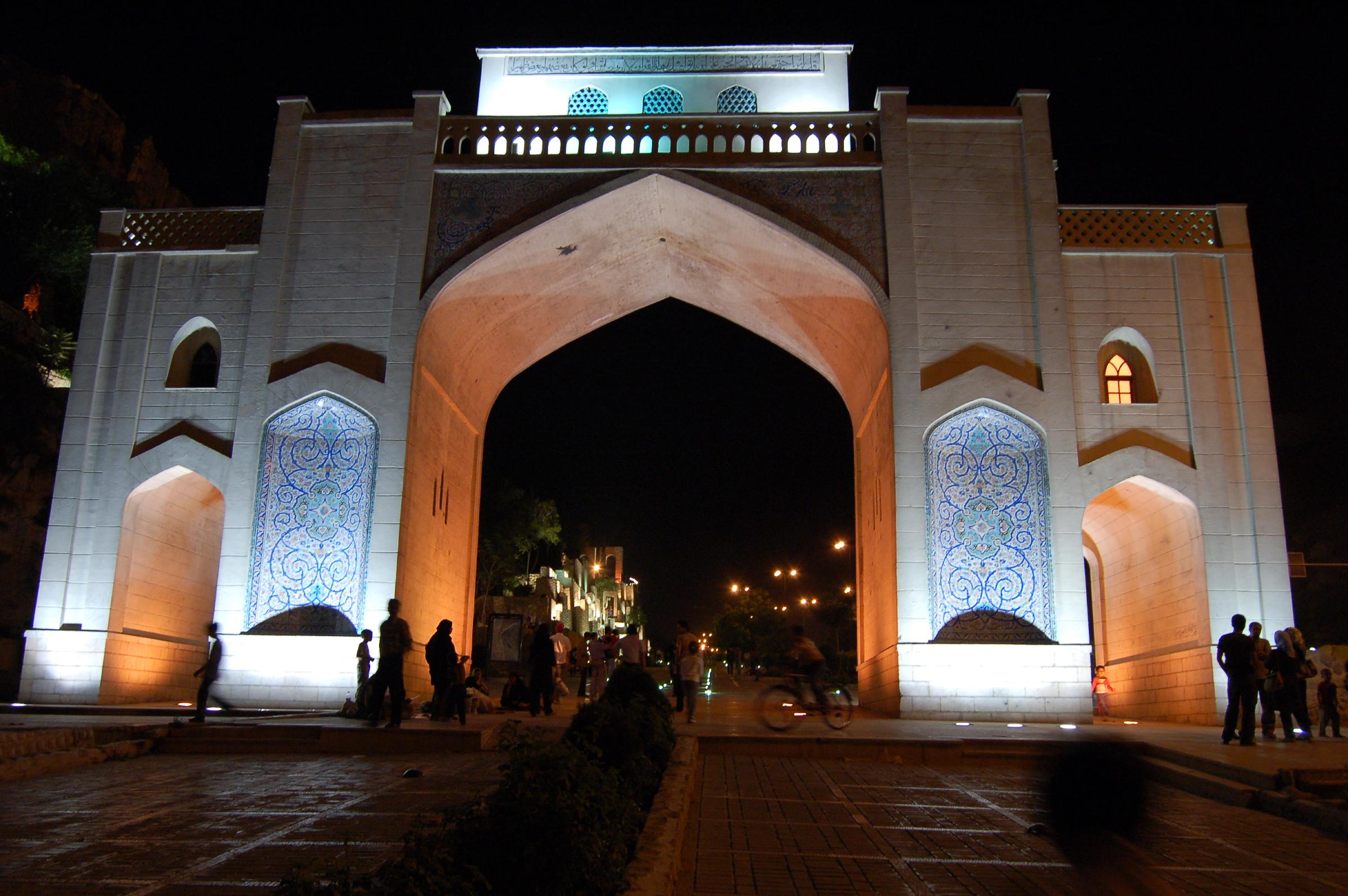
دروازه قرآن

## جاذبه‌های طبیعی
از جاذبه‌های طبیعی شهر شیراز می‌توان به آبشار کوهمره سرخی، برم‌دلک، پارک قلعه‌بندر، پارک ملی بمو، باغ پرندگان شیراز، پیربناب، چشمهٔ جوشک، چشمهٔ خارگان، چشمهٔ ریچی، دریاچهٔ دشت ارژن، دریاچهٔ مهارلو، رکن‌آباد، رودخانهٔ قره‌آغاج، روستای قلات، کوه سبزپوشان، گردشگاه آتشکده، گردشگاه چاه‌مسکی، گردشگاه چشمه سلمانی و گردشگاه هفت‌برم اشاره کرد.
چشمه‌های طبیعی موجود در اطراف شیراز هم از جهت آب‌درمانی و هم از جهت جذب گردشگر برای صنعت گردشگری استان فارس از اهمیت ویژه‌ای برخوردار هستند و صنعت گردشگری این استان را رونق می‌بخشند.

## جاذبه‌های مذهبی
مقبره امام‌زادگان متعددی که در شیراز وجود دارد، در طول سده‌ها ساختار اجتماعی و اقتصادی این شهر را شکل داده‌است. گفته می‌شود که در زمان مأمون خلیفهٔ عباسی، تعدادی از فرزندان و نوادگان موسی بن جعفر – امام هفتم شیعیان – به شیراز پناه آورده بودند. برطبق روایت‌های مختلف، آنان به مرگ طبیعی درگذشتند یا توسط حاکم عباسی کشته شدند. پس از سال‌ها تعدادی از این مزارها شناسایی شدند و زیارتگاه شیعیان قرار گرفتند. برخی از این امام‌زادگان -همچون علی بن حمزه- در دورهٔ آل بویه شناسایی شدند؛ ولی برای بعضی دیگر – مانند شاه‌چراغ – حدود چهارصد سال زمان لازم بود تا توسط حکمرانان سَلغُری شیراز شناسایی شوند. شناسایی بیشتر این مزارها بیش از آن‌که براساس شواهد و اسناد تاریخی باشد، بر مبنای احادیث و روایات اسلامی بوده‌است.
خانه باب، مهم‌ترین زیارت‌گاه بهائیان در ایران بود، در ۱۰ شهریور ۱۳۵۸ و در جریان حوادث بعد از انقلاب ایران تخریب شد.

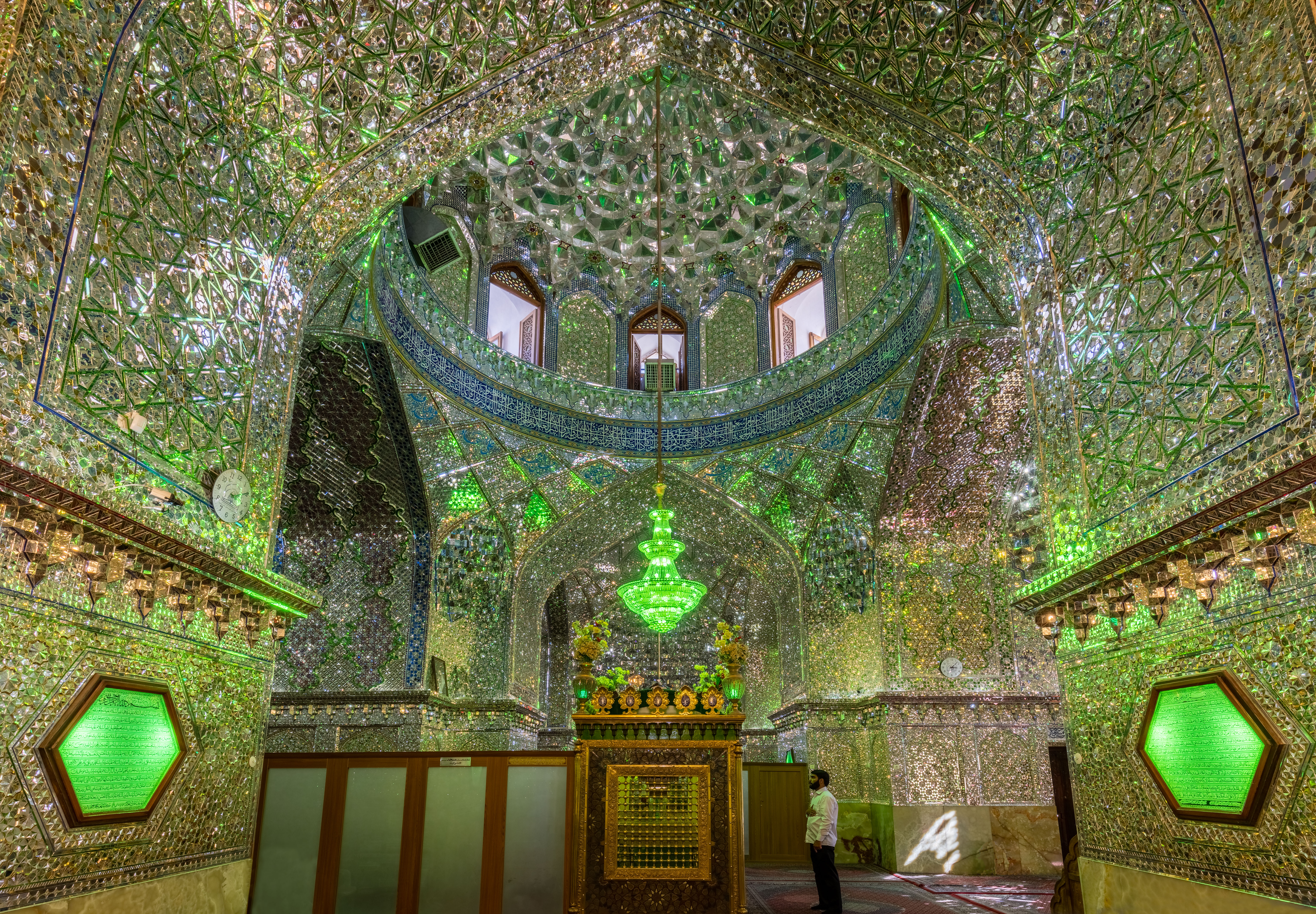
علی بن حمزه
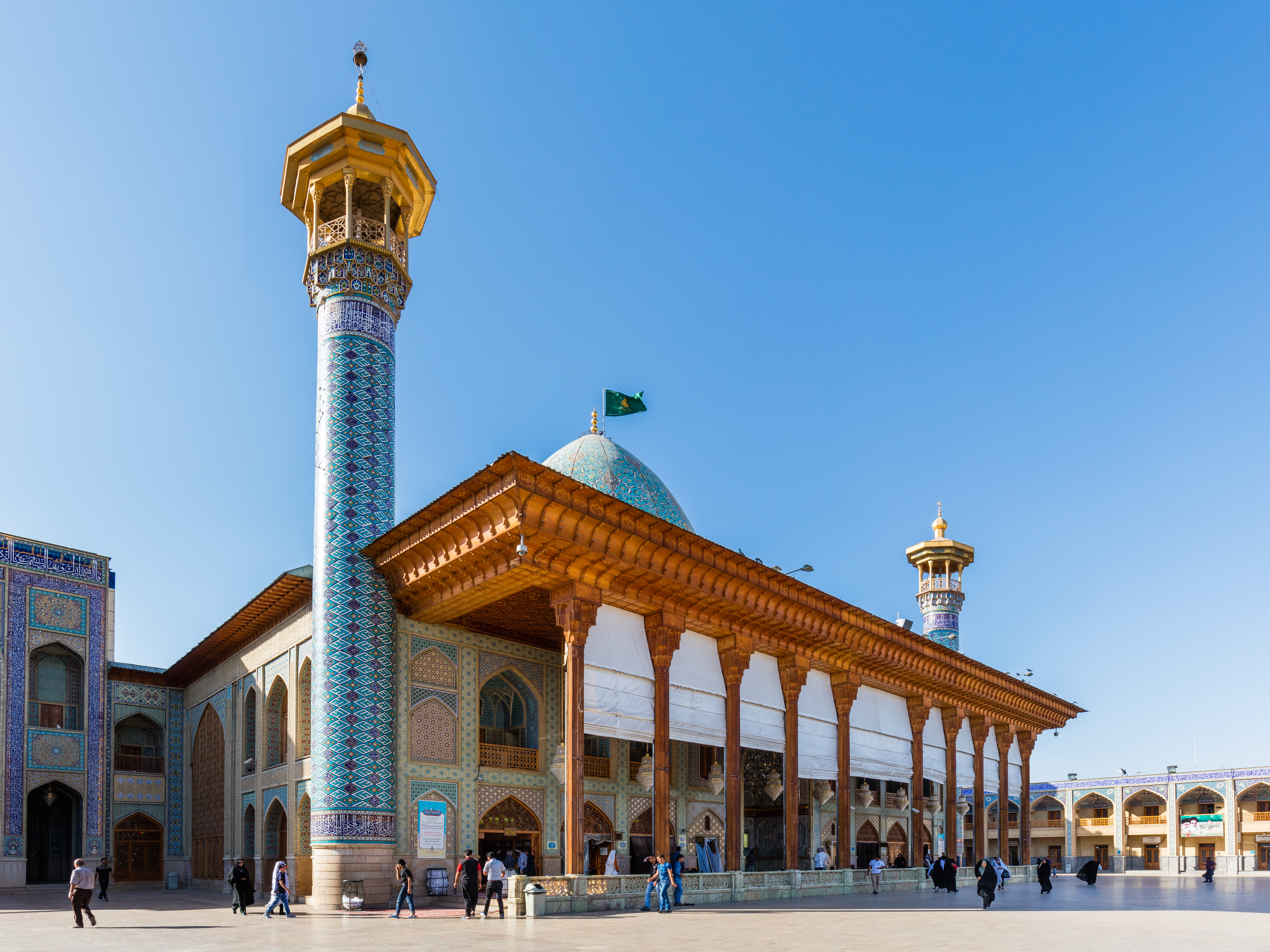
شاه‌چراغ
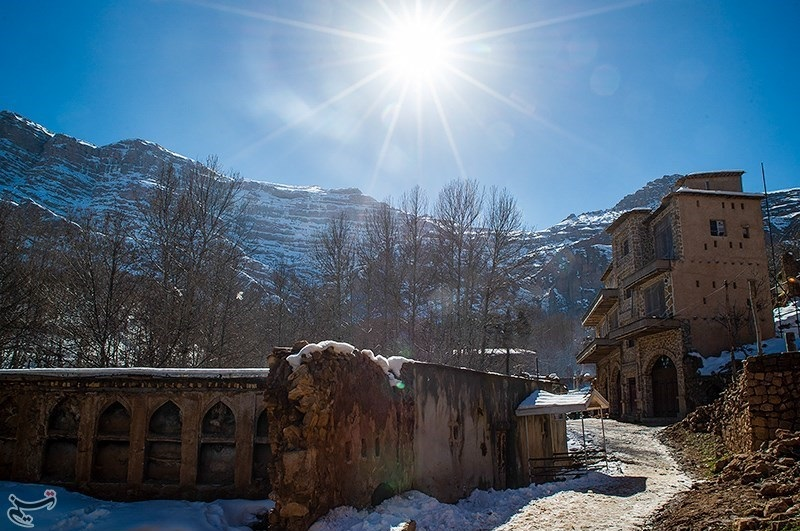
روستای گردشگری قلات
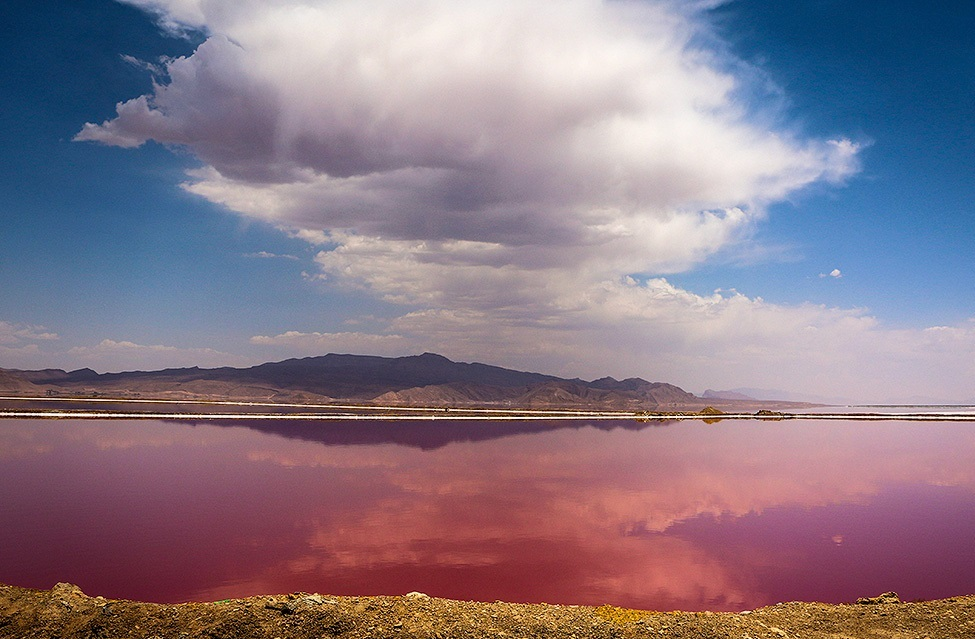
دریاچهٔ مهارلو

## فضای سبز
سرانه فضای سبز در شیراز در سال ۱۳۸۷ برابر با ۱۲٫۷ متر مربع به ازای هر تن است. هم‌اکنون در شهر شیراز ۱۱۸ پارک فعالیت می‌کنند که این تعداد شامل ۴۸ پارک شهری و ۷۰ پارک محله‌ای است که از این جهت مساحت کل پارک‌ها در شیراز ۲٬۱۷۰٬۵۵۰ متر مربع است که از این میزان ۱۲۸٬۰۴۴ متر مربع متعلق به پارک‌های محله‌ای و ۲٬۰۴۲٬۵۰۶ متر مربع متعلق به پارک‌های شهری است و همچنین پارک آزادی با ۲۰۴٬۱۹۱ متر مربع مساحت بزرگ‌ترین پارک شیراز محسوب می‌شود.
پارک کوهستانی دراک یکی از بزرگ‌ترین بوستان‌های ایران است که در شهر شیراز و در دامنه کوه دراک در شمال غرب این شهر قرار دارد. فاز اول این بوستان در تابستان ۱۳۹۶ گشایش یافت. در این پارک مسیر مناسب‌سازی شده‌ای برای پیمایش کوه وجود دارد. همچنین هوای تمیز پارک و چشم‌انداز زیبایی که از کوه دراک به شهر و طبیعت اطراف آن دیده می‌شود که یکی از جاذبه این پارک است

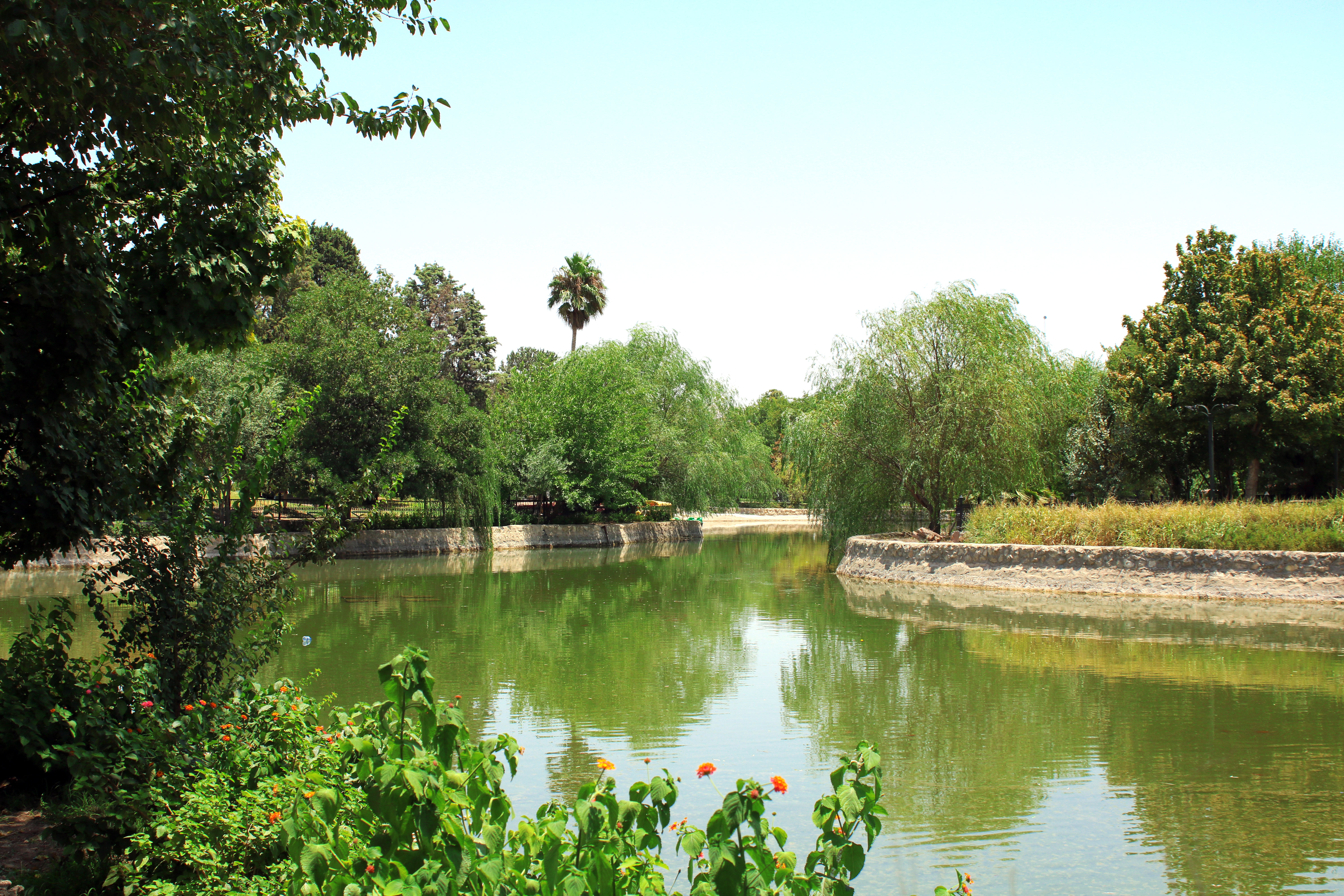
بوستان آزادی
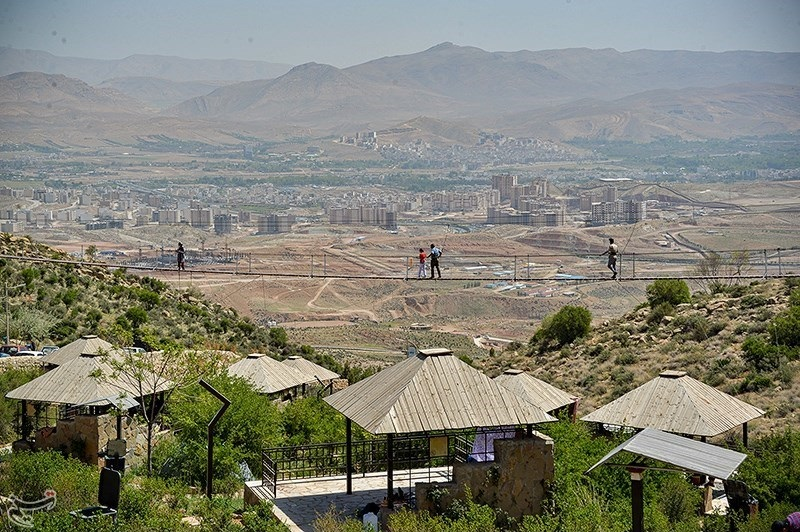
پارک کوهستانی دراک
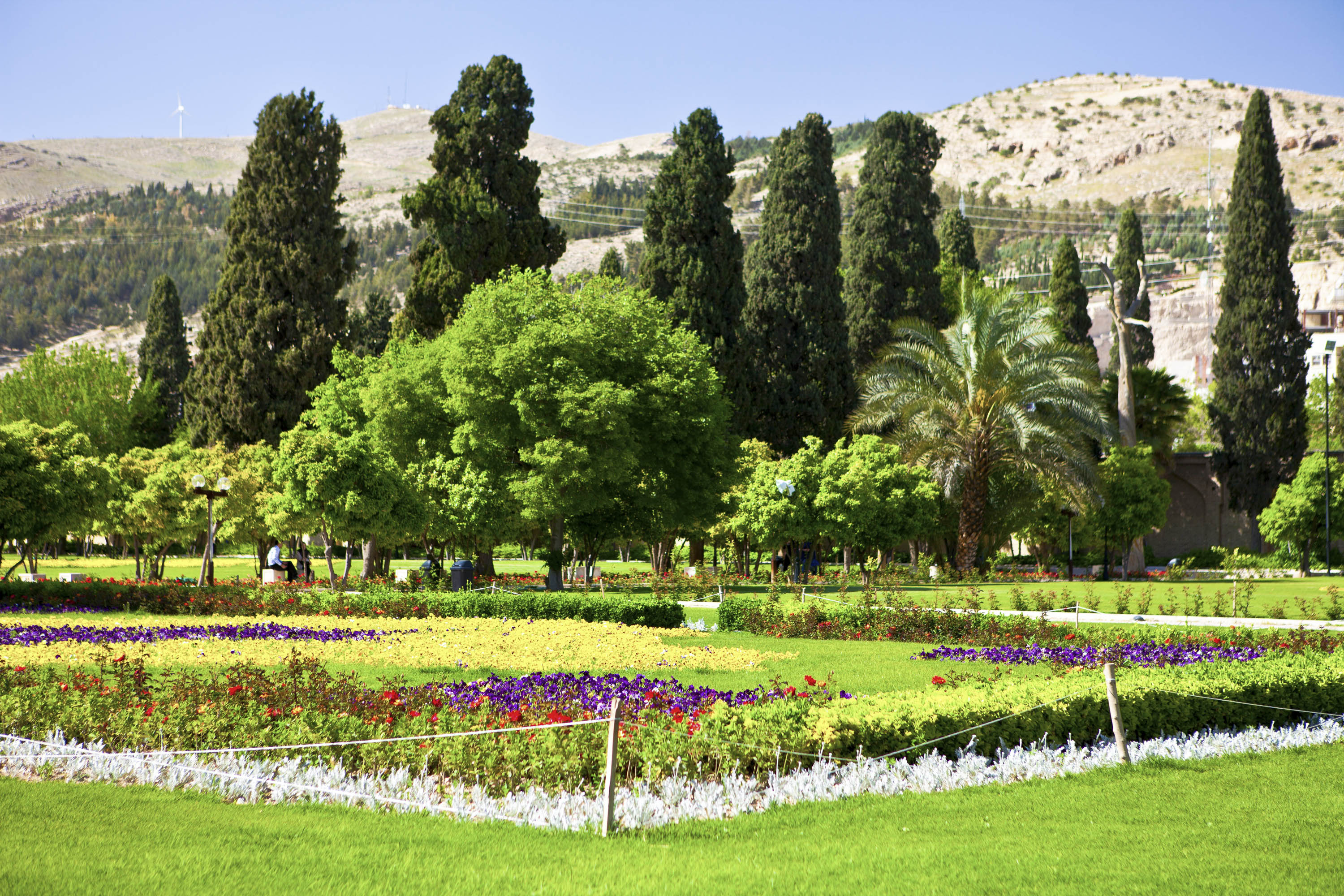
باغ جهان‌نما
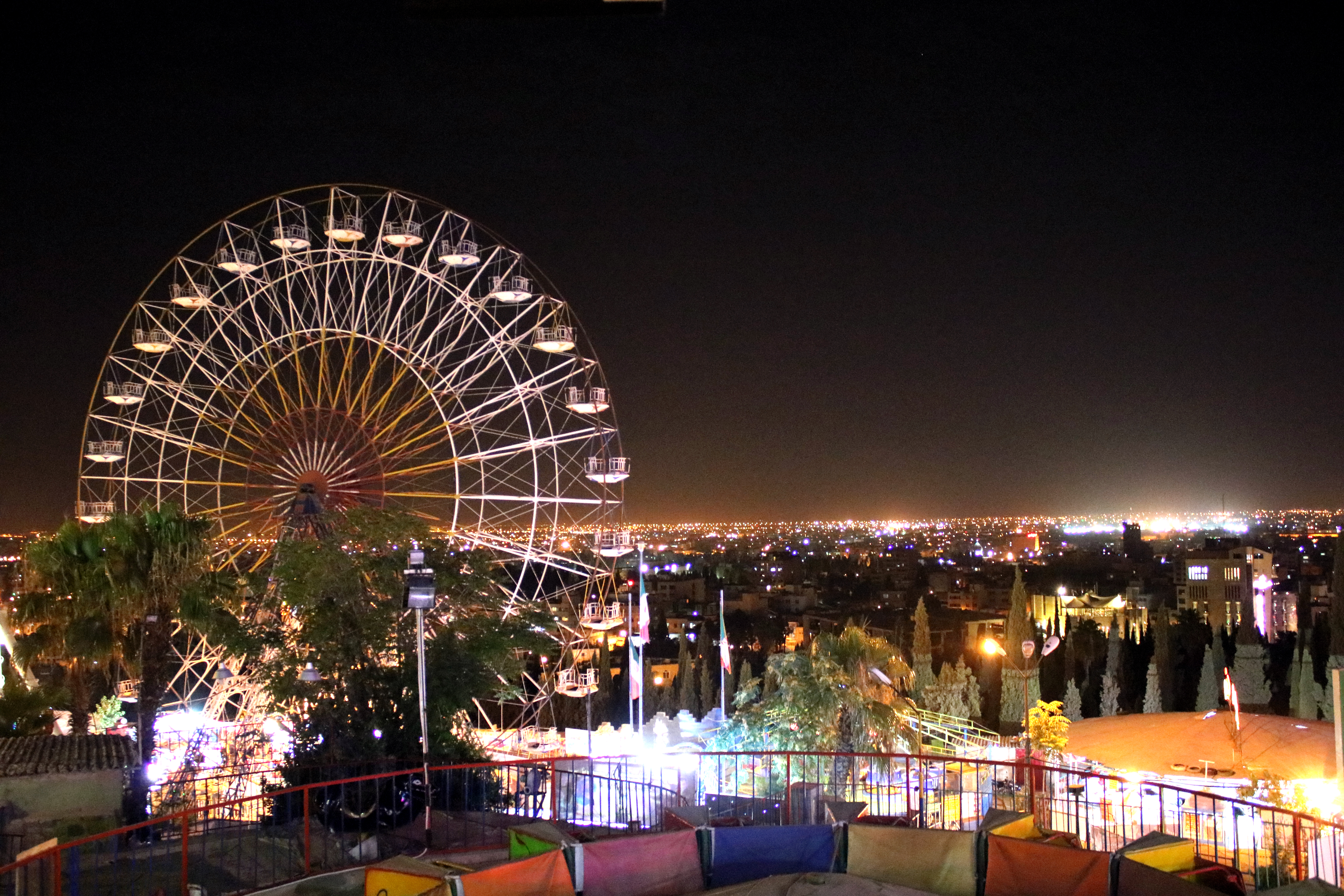
لونا پارک

## موزه‌ها
شهر شیراز تعداد ۱۷ موزه را در خود جای داده‌است که از میان آن‌ها می‌توان به موزه‌هایی همچون موزه قاجار که به نمایش اشیاء زمان قاجار می‌پردازد، موزهٔ تاریخ طبیعی و تکنولوژی که به نمایش گونه‌های جانوری، گیاهی و زمین‌شناسی می‌پردازد، موزه پارس که به نمایش اشیاء سفالی از هزاره‌های پیش از میلاد تا دوره قاجاریه می‌پردازد و موزه عفیف‌آباد که به نمایش سلاح‌های گوناگون دوره صفویه تا دوره پهلوی می‌پردازد اشاره کرد.

ساختمان کلاه‌فرنگی موزه پارسساختمان کلاه‌فرنگی موزه پارس
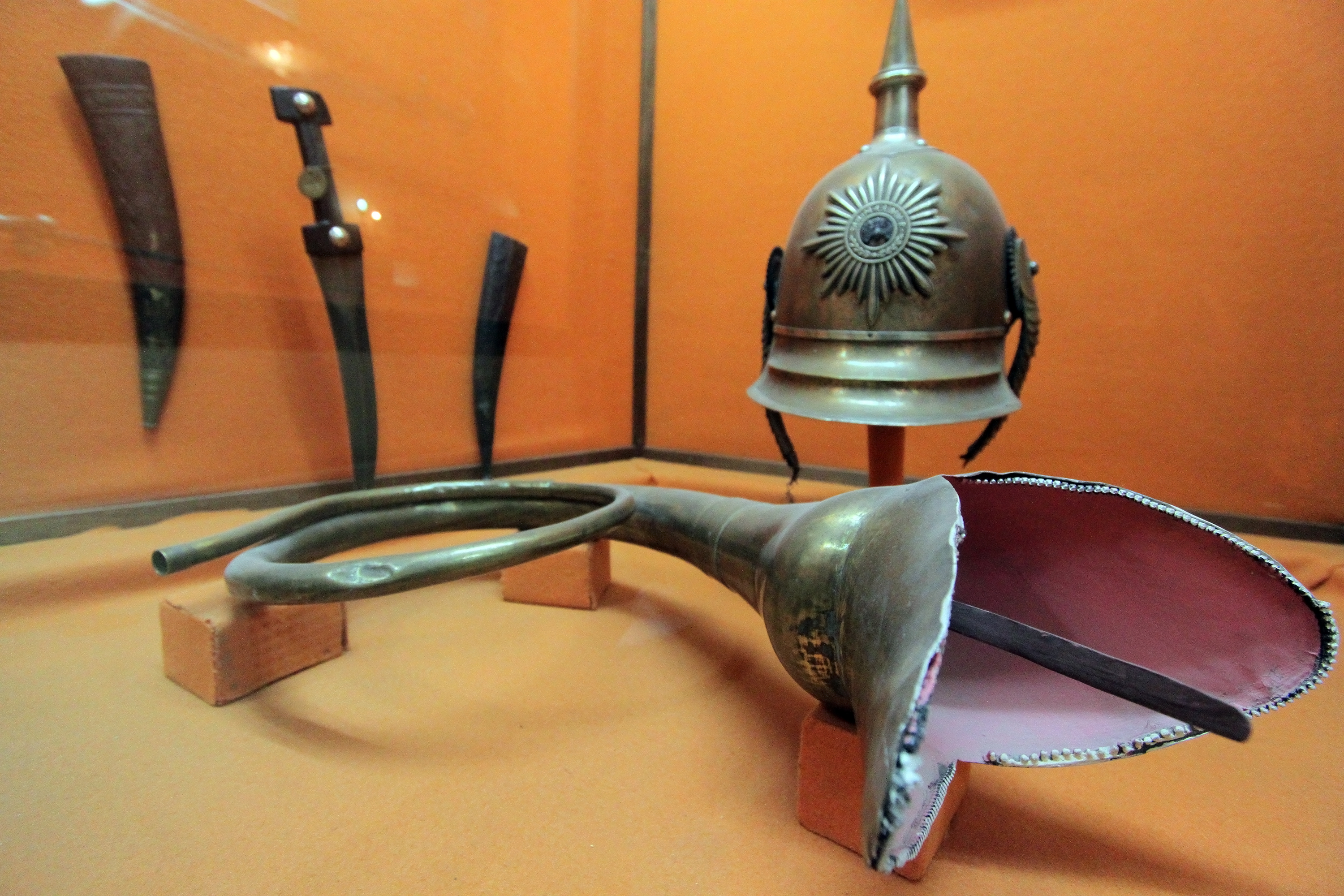
موزه نظامی عفیف‌آباد
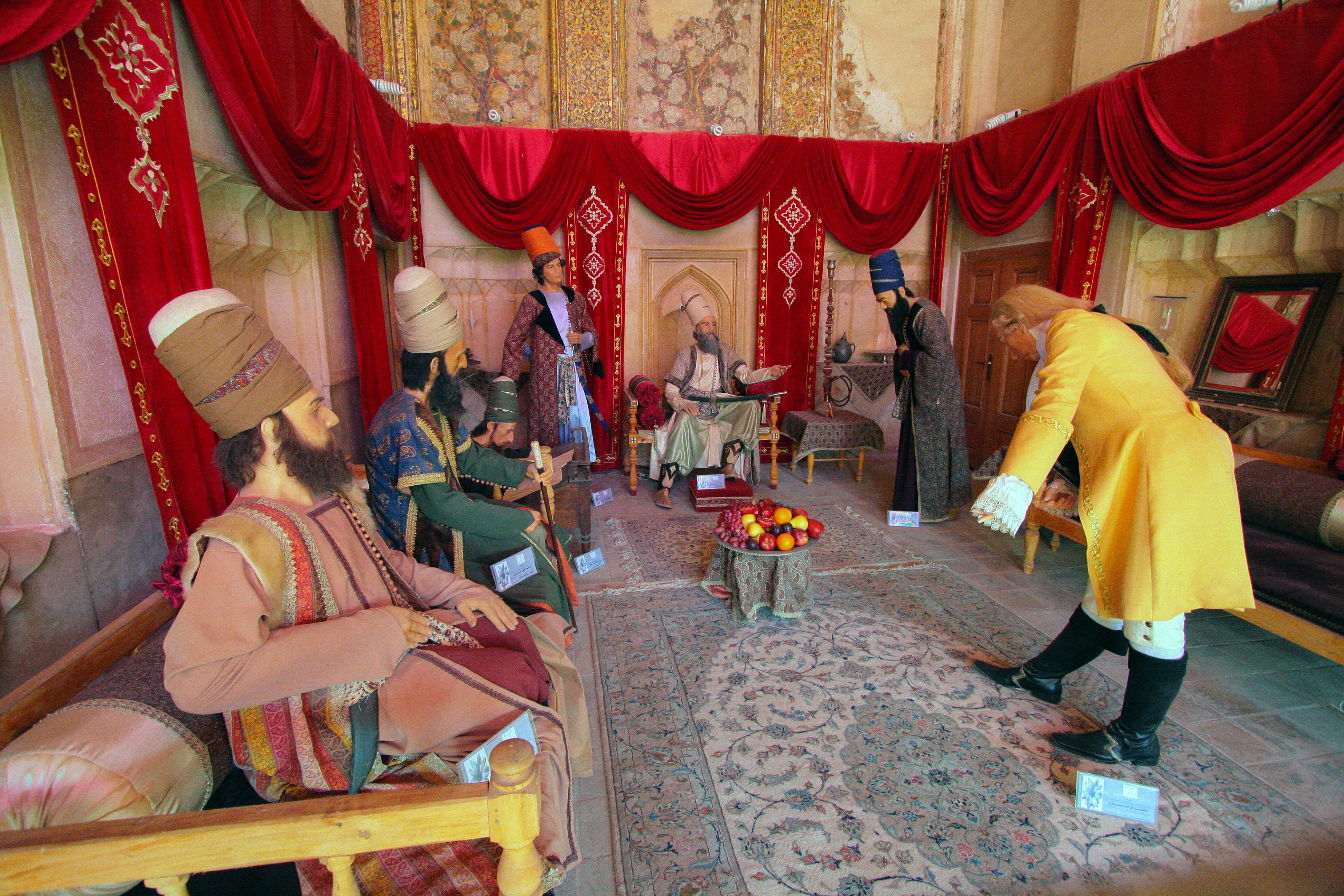
موزه مردم‌شناسی ارگ
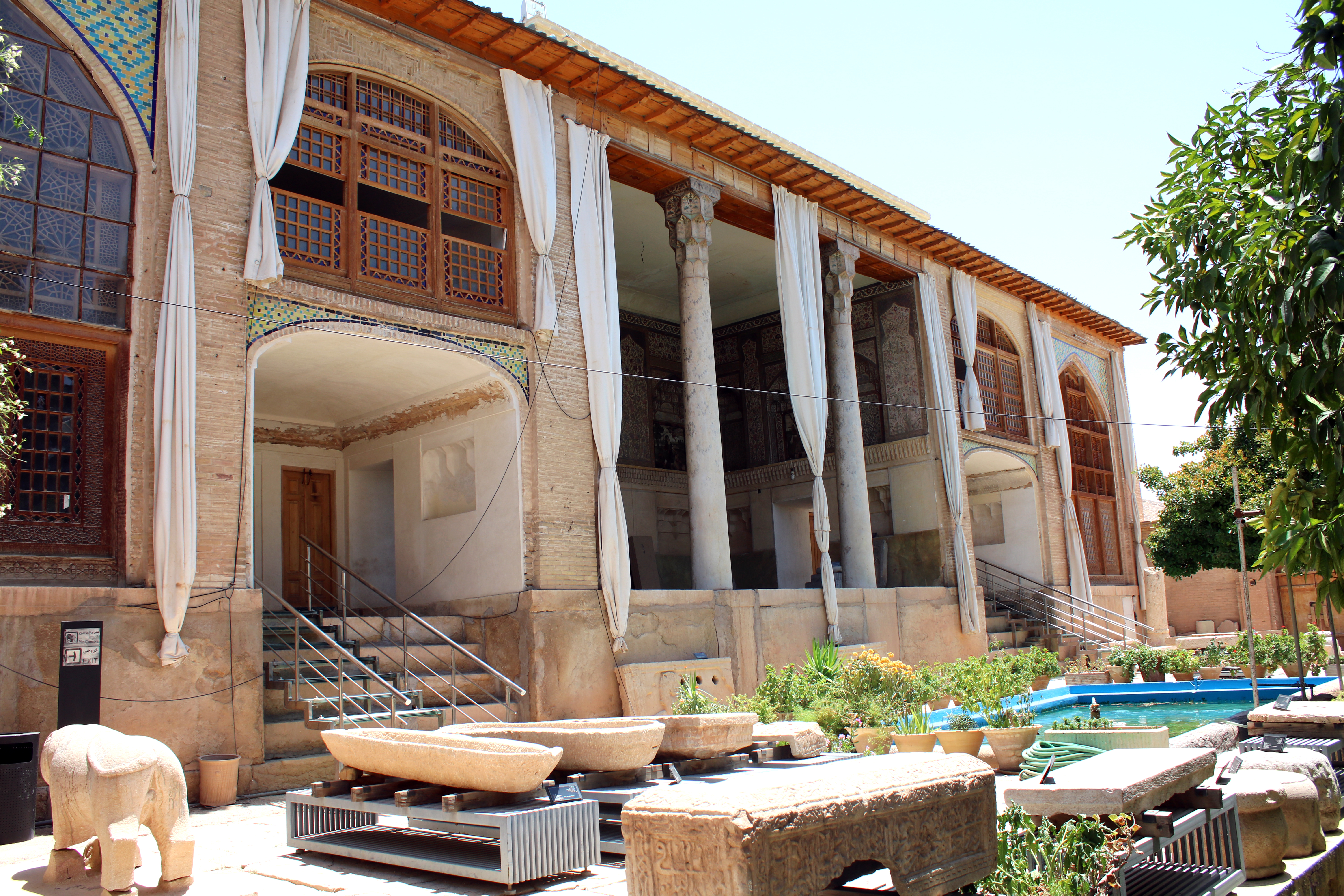
موزه سنگ
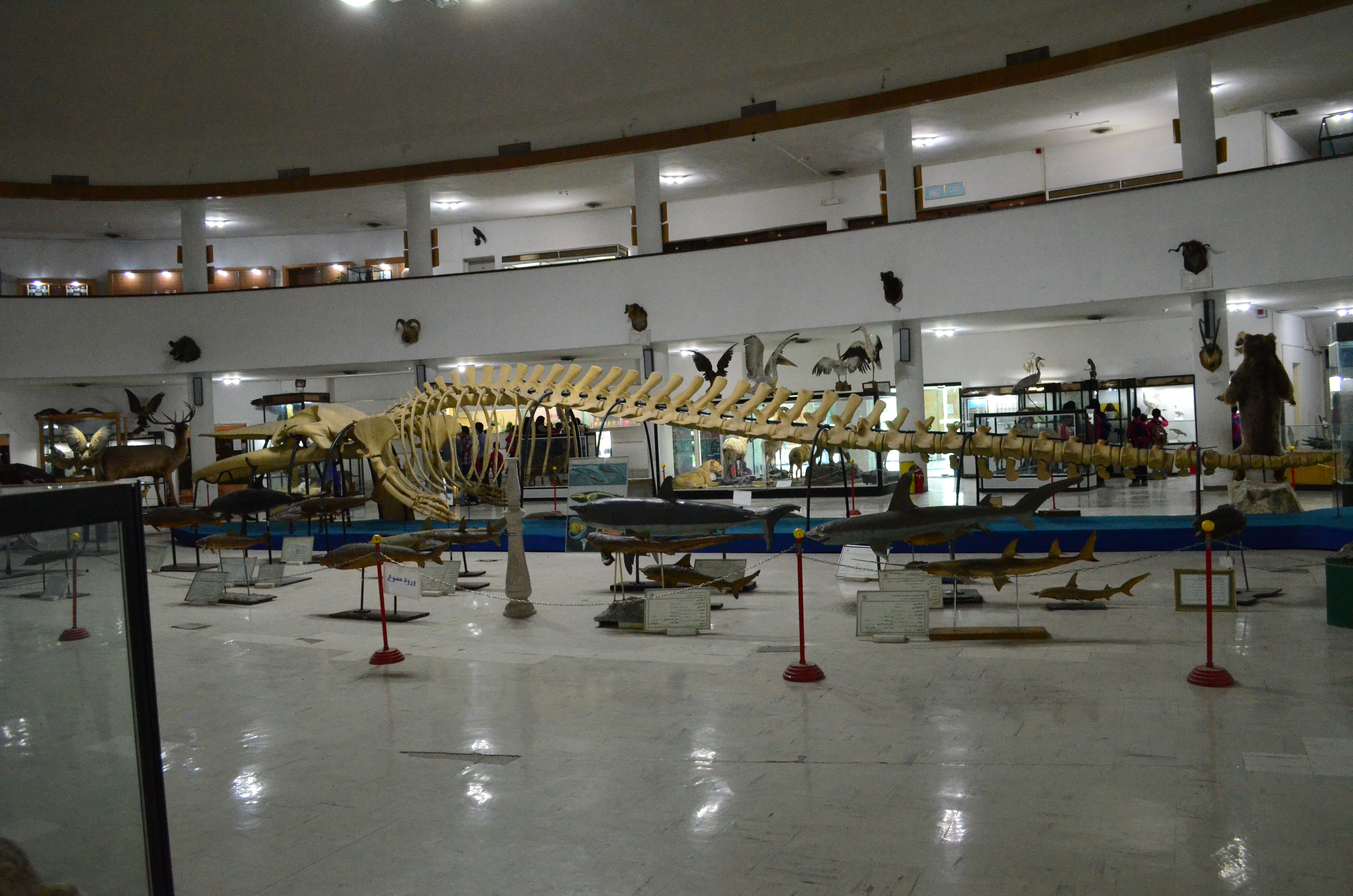
موزه تاریخ طبیعی

## سوغات

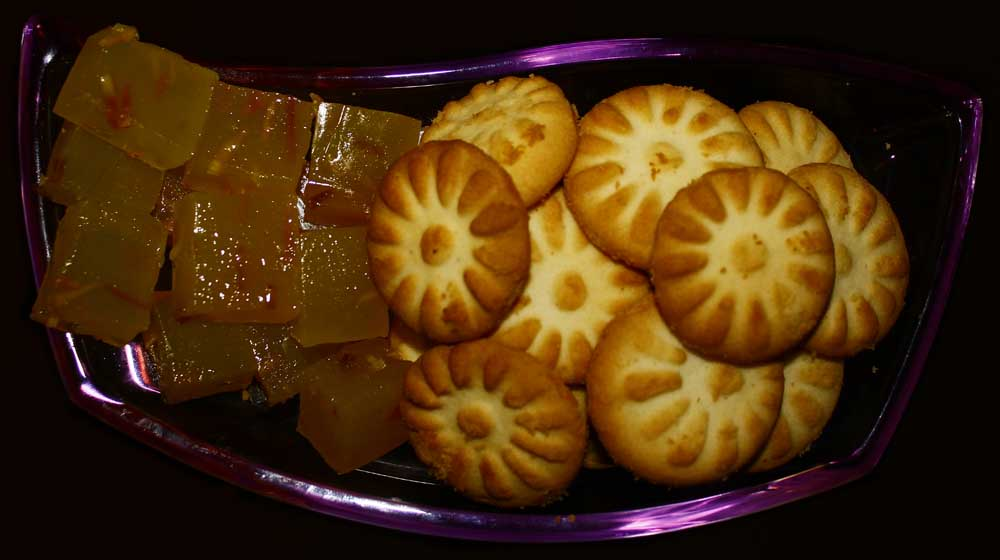
کلوچه و مسقطی

از سوغات عمدهٔ شیراز می‌توان به آبلیمو، انار، انجیر، ترشی‌جات، چرم، حصیر، حنا، خاتم‌کاری، خراطی، خرما، ریسندگی، زعفران، سفیداب، سنگ‌تراشی، شیشه‌گری، بهار نارنج، ظروف سفالی، عرقیات، فلزکاری، قالی، کنده‌کاری، کیسه حمام، گبه، گلیم، کلوچه و مسقطی، نان یوخه، نان شیری، منبت‌کاری و نمد اشاره کرد.

## هتل‌ها و مراکز اقامتی
شهر شیراز مجموعاً دارای ۱۳۱ مهمان‌پذیر و مهمان‌سرا ثبت شده و همچنین ۳۴ هتل است که از این تعداد، هتل‌های شیراز، زندیه، چمران، پارس و هما پنج ستاره، ۲۶ هتل چهار، سه، دو و یک ستاره و ۴ هتل آپارتمان است.

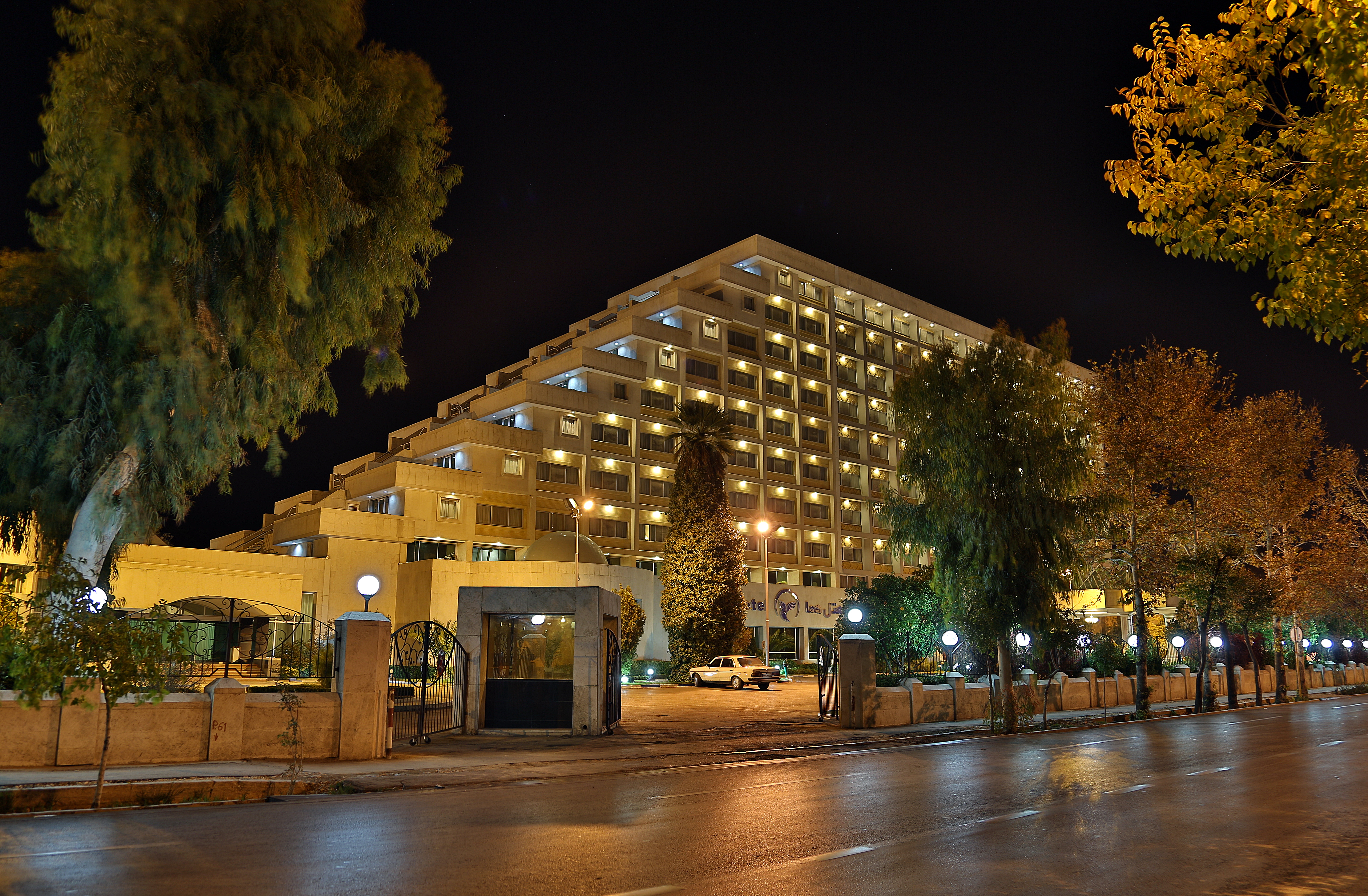
هتل هما
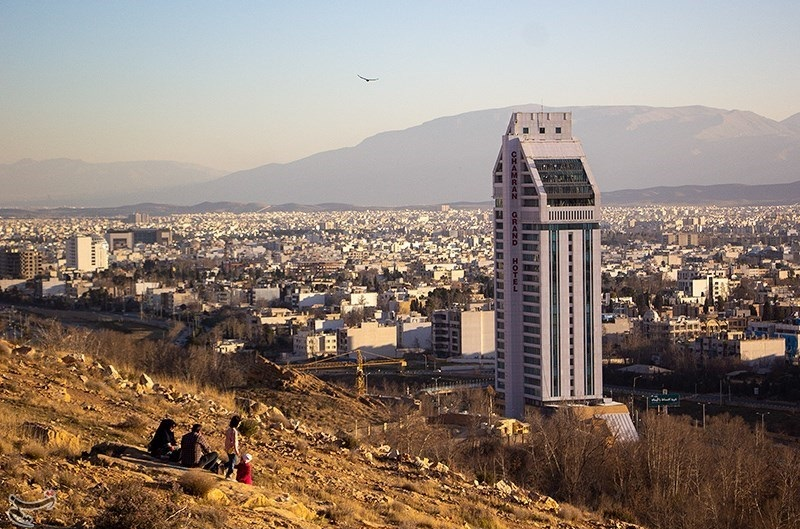
هتل چمران
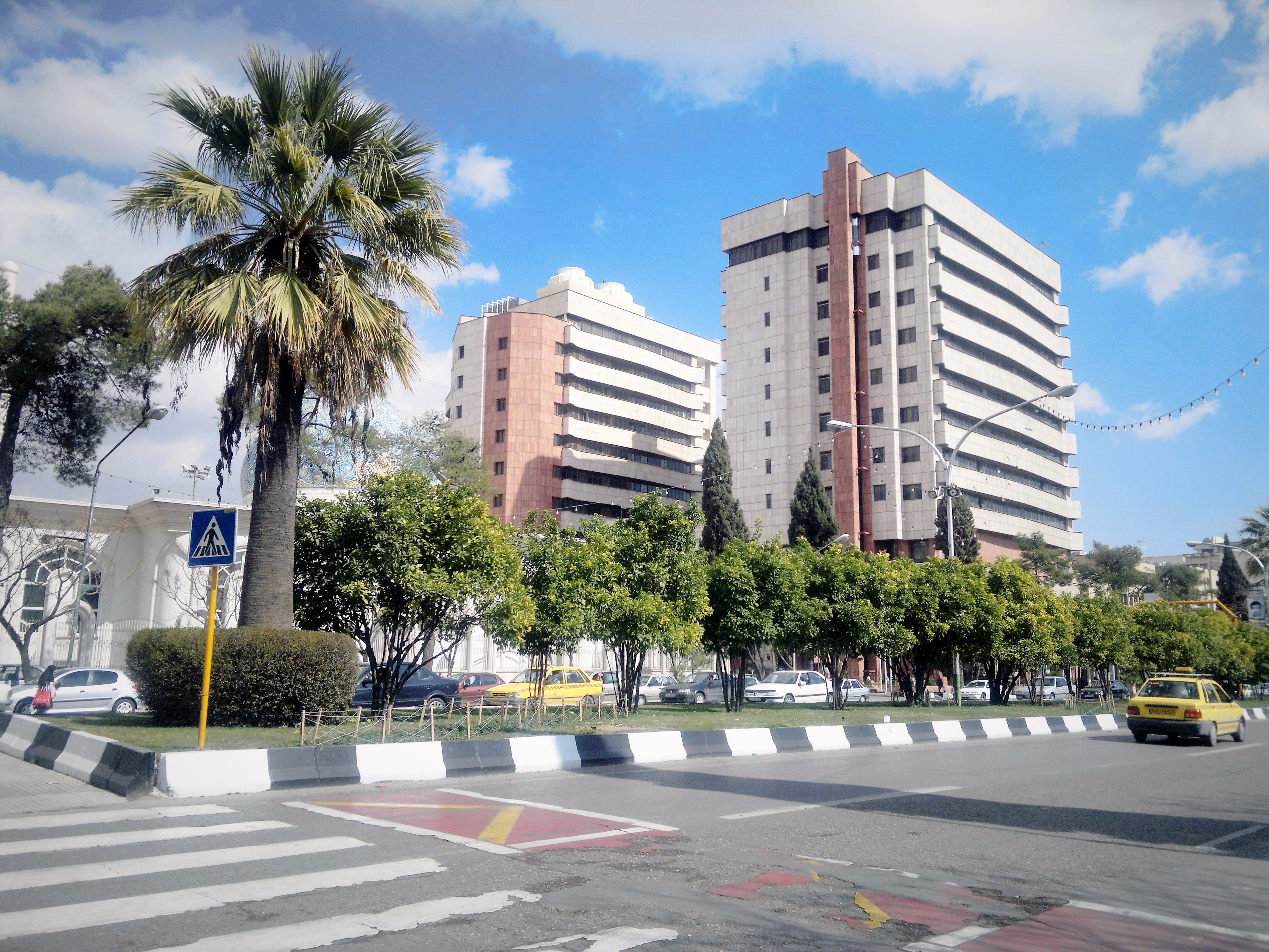
هتل پارس